# Гурович Емма Іллівна
Емма Іллівна Гуро́вич (нар. 28 жовтня 1898, Київ — пом. 13 серпня 1980, Київ) — українська радянська художниця тканин; член УНОВІСу і Спілки радянських художників України.

## Біографія
Народилася 16 [28] жовтня 1898 року в місті Києві (нині Україна). Навчалася живопису в Полтаві; у 1920—1921 роках — у Вітебській народній художній школі — Вітебському художньо-практичному інституті у Казимира Малевича, Єрмолаєва Віра Михайлівна; протягом 1922—1923 років — у Державному художньо-промисловому технікумі у Петрограді; у 1926—1930 роках — у ВХУТЕІНі у Москві у Володимира Фаворського, Павла Павлинова, Лева Бруні, Костянтина Істоміна.
Мешкала у Москві. Протягом 1934—1953 років працювала художницею на шовкоткацькій та гардинній фабриках Москви й Підмосков'я. У роки німецько-радянської війни перебувала в евакуації у місті Чкалові. З 1953 року — у Києві, де до 1958 року працювала на Дарницькому шовковому комбінаті. Жила у Києві в будинку на вулиці Енгельса, № 21/12, квартира № 3. Померла у Києві 13 серпня 1980 року.

## Творчість
Працювала в галузі декоративного мистецтва (художній текстиль). Серед робіт:
- вовняні шалі «Квіти України», «Турецька» (1934—1938);
- ескізи декоративних тканин жакардового ткацтва «Полечко-поле» (1938), «Солов'ї» (1945);
- декоративні тканини для Театру Червоної Армії в Москві (1939—1940);
- гардини «Каштани», «Українська» (1951—1952);
- серія ескізів хусток (1953—1963);
- малюнки для вибивних платтяних тканин (жакардова тканина «9 травня», 1972);

панно
- «Миргород» (1947);
- «Лілія, джмелі та метелики» (1968).

У ранні роки виконувала пейзажі та натюрморти у кубистичній манері.
Брала участь у виставках з 1934 року (виставка молодих художників-початківців міста Москви), експонувалася на виставках:
- «Десять років без Леніна ленінським шляхом» (1934);
- робіт жінок-художників (1938, 1949, 1951);
- робіт художників текстильної секції Московської організації Спілки радянських художників (1939);
- робіт з художньої промисловості (1940);
- «Велика Вітчизняна війна» у Чкалові (1943);
- декоративного мистецтва Московської Спілки радянських художників 1946);
- декоративно-ужиткового мистецтва (1950);
- Республіканській виставці творів народного прикладного мистецтва та художньої промисловості РРФСР (1952) у Москві;

У 1937–1938 роках провела персональну виставку у Москві.
В УРСР брала участь у республіканських виставках з 1954 року, зарубіжних з — 1956 року.